# أبو نصر السجزي
أبو نصر السجزي (توفي 444 هـ) عبيد الله بن سعيد بن حاتم بن أحمد الوائلي السجزي، أبو نصر الحنفي، أما نسبته للوائلي السجزي فترجع إلى قرية بسجستان يقال لها وائل.

## نشأته وعلمه
ولد الإمام السجزي في قرية وائل، ثم رحل إلى عدد من البلدان، ثم نزل بمكة المكرمة وحل بها إلى أن مات، وقد أخذ عن علماء كثر منهم من سجستان والده سعيد بن حاتم بن أحمد وأبو زهير مسعود بن محمد اللغوي، ومن نيسابور الحاكم أبو عبد الله محمد بن عبد الله الحافظ وأبو يعلى محمد المهلبي، ومن مكة أحمد بن إبراهيم بن فراس العبقسي، ورحل إلى مصر والبصرة والعراق.

## تلاميذه
1. عبد العزيز بن محمد النخشبي.
2. جعفر بن يحيى الحكاك.
3. جعفر بن أحمد السراج.
4. أبو إسحاق الحبال.

## شيوخه
سمع بالحجاز والشام والعراق وخراسان من: أحمد بن إبراهيم بن فراس العبقسي، وأبي أحمد الفرضي، والحافظ أبي عبد الله الحاكم، وأبي الحسن أحمد بن محمد بن الصلت المجبر، وأبي عمر بن مهدي الفارسي، وعلي بن عبد الرحيم السوسي، وأبي عبد الرحمن السلمي، وعبد الصمد بن أبي جرادة الحلبي; حدثه عن أبي سعيد بن الأعرابي ، وحمزة بن عبد العزيز المهلبي، ومحمد بن محمد بن محمد بن بكر الهزاني، وعبد الرحمن بن عمر بن النحاس المصري، وأمم سواهم .

## مؤلفاته
1. الإبانة الكبرى.
2. الرد على من أنكر الحرف والصوت (رسالة السجزي إلى أهل زبيد).

## وفاته
توفي العلامة أبو نصر السجزي بمكة في محرم سنة 444 هـ. الموافق 1052.